# Liste der Naturdenkmale in Bingen (Landkreis Sigmaringen)
| Naturdenkmale | Anzahl |
| ------------- | ------ |
| FND           | 1      |
| END           | 5      |
| Gesamt        | 6      |

Die Liste der Naturdenkmale in Bingen nennt die verordneten Naturdenkmale (ND) der im baden-württembergischen Landkreis Sigmaringen liegenden Gemeinde Bingen. In Bingen gibt es insgesamt sechs als Naturdenkmal geschützte Objekte, davon ein flächenhaftes Naturdenkmal (FND) und fünf Einzelgebilde-Naturdenkmale (END).
Stand: 31. Oktober 2016.

## Flächenhafte Naturdenkmale (FND)
| Name                     | Bild | Kennung     | Einzelheiten | Position | Fläche Hektar | Datum        |
| ------------------------ | ---- | ----------- | ------------ | -------- | ------------- | ------------ |
| ehemalige Bohnerzgruben  | BW   | 84370080004 | Bingen       | ⊙        | 1,4           | 7. Dez. 1994 |
| Legende für Naturdenkmal |      |             |              |          |               |              |

## Einzelgebilde (END)
| Name                     | Bild | Kennung     | Einzelheiten | Position | Fläche Hektar | Datum         |
| ------------------------ | ---- | ----------- | ------------ | -------- | ------------- | ------------- |
| Busenberghöhle           | BW   | 84370080003 | Bingen       | ⊙        | 0,0           | 30. Okt. 1987 |
| Eibe                     | BW   | 84370080000 | Bingen       | ⊙        | 0,0           | 18. Mai 1971  |
| Rappenfelshöhle          | BW   | 84370080001 | Bingen       | ⊙        | 0,0           | 30. Okt. 1987 |
| Spiralhöhle              | BW   | 84370080005 | Bingen       | ⊙        | 0,0           | 13. Okt. 1987 |
| Tellerbuche              | BW   | 84370080002 | Bingen       | ⊙        | 0,0           | 25. März 1935 |
| Legende für Naturdenkmal |      |             |              |          |               |               |